# Cascade (Seychellen)
Cascade ist ein Verwaltungs-Distrikt der Seychellen auf der Insel Mahé. Der Distrikt liegt südöstlich der hauptstädtischen Distrikte von Greater Victoria.

## Geographie

Distrikte der Seychellen

Der Distrikt liegt an der Nordostküste von Mahé. Er wird begrenzt von den Distrikten Roche Caïman, Les Mamelles, Grand’Anse, Anse Boileau, Au Cap, Anse aux Pins und Pointe La Rue. Der Distrikt erstreckt sich im Süden bis zum Gipfel des Mount Harrison (566 m). Der Namengebende Ort Cascade liegt im nordwestlichen Bereich an der Küste, zum Teil auf Land, welches durch Landgewinnung entstanden ist. Im Distrikt verläuft auch der Cascade River.
An der Nordwest-Ecke des Distrikts schließt sich Pointe La Rue an mit dem Flughafen Seychellen.
Der Distrikt hat den ISO 3166-2-Code SC-11.